# La Maladie de Sachs (roman)
La Maladie de Sachs est un roman de Martin Winckler publié le 6 janvier 1998 aux éditions P.O.L. Il a obtenu le prix du Livre Inter la même année.

## Historique
La Maladie de Sachs reprend le personnage de Bruno Sachs déjà présent dans La Vacation, roman publié en 1989 ; par ailleurs, Les Trois Médecins, roman publié en 2004, est un récit antérieur à La Maladie de Sachs qui met en scène les années d'université de Bruno Sachs.
L'auteur s'inspire de son expérience de médecin à Joué-l'Abbé (Sarthe), où il s'était installé en 1983.

## Résumé
Bruno Sachs est un jeune médecin qui installe son cabinet de généraliste dans la petite commune de Play. Entre des habitants inquiets et une famille distante qui défilent dans sa salle d'attente et au téléphone, le docteur Sachs est confronté à l'humanité. C'est dans l'écriture qu'il puise la force de continuer, chaque page devient un exutoire pour la souffrance humaine. Le docteur Sachs peut cependant compter sur ses amis de toujours : Diego le libraire, Ray l'Australien et Kate son épouse, ainsi que sur Pauline Kasser, dont il tombe amoureux.

## Adaptation
Le roman de Martin Winckler a été adapté au cinéma en 1999 par Michel Deville (La Maladie de Sachs) et à la radio en 2014 par Jean-Matthieu Zahnd et Pauline Thimonnier pour France Culture.

## Éditions et traductions
- Éditions P.O.L, 1998,  (ISBN 2-86744-603-1).
- Éditions Gallimard, coll. « Folio » no 4233, 2005,  (ISBN 9782070305032).

Le roman a été traduit et publié dans douze pays : l'Allemagne, la Corée, le Brésil, l'Espagne, la Croatie, la Turquie, les États-Unis, la Norvège, la République Tchèque, l'Italie, les Pays-Bas et le Japon